# Michael Höft (Unternehmer)
Michael Höft (* 13. April 1952 in Bremen) ist ein deutscher Kaufmann und Unternehmer und gemeinsam mit seinem ehemaligen Kommilitonen Rolf Wessel Mitbegründer des später an der Deutschen Börse gehandelten Unternehmens Höft & Wessel (H & W).

## Leben
Nach seinem Schulabschluss studierte Michael Höft zunächst Physik in Darmstadt an der dortigen Technischen Universität, bevor er 1975 nach Hannover an die damalige Universität ging zum Studium der Physik und der Mathematik. In der niedersächsischen Landeshauptstadt lernte er seinen Kommilitonen Rolf Wessel kennen, der 1974 zunächst ein Studium der Architektur begonnen hatte. Nur wenige Jahre später machten sich die beiden selbständig und gründeten 1978 ihr IT-Unternehmen Höft & Wessel, das sie 1980 zunächst in eine GmbH, 1998 dann in eine Aktiengesellschaft umwandelten und im selben Jahr in den Neuen Markt an der Frankfurter Börse einführten.
Michael Höft und Rolf Wessel hatten das von ihnen gegründete IT- und Software-Unternehmen, zu dessen Produktportfolio Fahrkartenautomaten, elektronische Fahrscheindrucker, Terminals für Mautstellen, Parkautomaten und Parksysteme sowie mobile Datenerfassungsgeräte zählt, in nur zwei Jahrzehnten zu einem international operierenden Unternehmen ausgeweitet mit Sitz in Hannover und Swindon nahe London. Die Firmengründer, die ihr Wirkungsfeld über Europa hinaus auch in die USA ausweiteten, übernahmen später Sitze im Aufsichtsrat ihres ehemaligen Start-up-Unternehmens.

## Ehrungen
1999 wollte das Kuratorium zur Verleihung der Karmarsch-Denkmünze – abweichend von Praktiken und Überlegungen der Vorjahre – gezielt „jungen, innovative und erfolgreiche Unternehmer aus der Region Hannover“ ehren. Nach einstimmiger Entscheidung hieß es bei der Doppelehrung auf der jeweiligen Urkunde zur Denkmünzen-Verleihung am 3. November 1999:

„... für seine beispielhaften Leistungen als innovativer Unternehmensgründer.“

## Publikationen
- Bernhard Peschke (Bearb.): Speerplan. Regional- und -Stadtplaner-GmbH, erstellt im Auftrag der Stadtwerke Speyer von Speerplan, Regional-u.-Stadtplaner-GmbH, Graphik: Marc Gläser, Enrico Schichan; EDV-Arbeiten: Michael Höft, Rolf Wessel, Frankfurt am Main: Speerplan, 1979